# Ed Hamm
Pour les articles homonymes, voir Hamm (homonymie).
Edward ("Ed") Barton Hamm (né le 13 avril 1906 et décédé le 25 juin 1982) est un athlète américain spécialiste du saut en longueur.

## Carrière
Le 7 juillet 1928, Ed Hamm améliore le record du monde de son compatriote DeHart Hubbard en réalisant 7,90 m lors du meeting de Cambridge, dans le Massachusetts. Lors des Jeux olympiques de 1928 d'Amsterdam, l'Américain remporte la médaille d'or du saut en longueur avec un bond à 7,73 m, devançant l'Haïtien Silvio Cator.

## Palmarès
- Jeux olympiques d'été de 1928 à Amsterdam :
  -  Médaille d'or du saut en longueur